# Akmon (Daktyle)
Akmon (altgriechisch Ἄκμων Ákmōn, deutsch ‚Amboss‘) ist in der griechischen Mythologie einer der idäischen Daktylen.
Bei Nonnos wird der Daktyle Akmon mit dem „bergdurchschweifenden“ Korybanten Akmon, dem Sohn des Sokos und der Kombe, identifiziert:
Unsteten Fußes kam, gewandt auf den Sohlen sich drehend,

Akmon, Okythoos Freund, im hellen Schimmer des Helmes;

Unerschütterlich kämpfte er wie sein Name: der Amboss,

Korybantischen Schild erhob er; es hatte Kronion

Oft in dessen Mulde als Kind im Gebirge geschlafen.
Hier verschmilzt Nonnos mehrere mythologische Gestalten namens Akmon, nämlich:
- den Daktylen, den archaischen Schmied (Bezug auf den Amboss),
- dann den Korybanten, wobei die Korybanten wieder mit den Kureten, den Beschützern des jungen Zeus (d. i. Kronion) identifiziert werden,
- und schließlich einen anderen Akmon, den Vater des Uranos, der durch ein etymologisches Spiel gelehrter Alexandriner mit akámatos („unermüdlich“) zum „Unerschütterlichen“ und „Unermüdlichen“ wird.

Der Namensbestandteil Akmon findet sich auch bei anderen göttlichen Schmieden, so den Kyklopen (Pyracmon „Feueramboss“) oder bei Acmonides („Sohn des Amboss“).